# Welterbe in Kolumbien

Zum Welterbe in Kolumbien gehören (Stand 2018) neun UNESCO-Welterbestätten, darunter sechs Stätten des Weltkulturerbes, zwei Stätten des Weltnaturerbes und eine gemischte Stätte. Kolumbien ist der Welterbekonvention 1983 beigetreten, die erste Welterbestätte wurde 1984 in die Welterbeliste aufgenommen. Die bislang letzte Welterbestätte wurde 2018 eingetragen.

## Welterbestätten
Die folgende Tabelle listet die UNESCO-Welterbestätten in Kolumbien in chronologischer Reihenfolge nach dem Jahr ihrer Aufnahme in die Welterbeliste (K – Kulturerbe, N – Naturerbe, K/N – gemischt, (R) – auf der Roten Liste des gefährdeten Welterbes).
| Bild                                                                | Bezeichnung                                                                | Jahr | Typ | Ref. | Beschreibung |
| ------------------------------------------------------------------- | -------------------------------------------------------------------------- | ---- | --- | ---- | --- |
| Hafen, Befestigungen und Baudenkmäler der Kolonialzeit in Cartagena | Hafen, Befestigungen und Baudenkmäler der Kolonialzeit in Cartagena (Lage) | 1984 | K   | 285  | |
| Nationalpark Los Katíos                                             | Nationalpark Los Katíos (Lage)                                             | 1994 | N   | 711  | Der Nationalpark stand von 2009 bis 2015 auf der Roten Liste des gefährdeten Welterbes. |
| Historisches Zentrum von Santa Cruz de Mompox                       | Historisches Zentrum von Santa Cruz de Mompox (Lage)                       | 1995 | K   | 742  | |
| Archäologischer Park Tierradentro                                   | Archäologischer Park Tierradentro                                          | 1995 | K   | 743  | |
| Archäologischer Park San Agustín                                    | Archäologischer Park San Agustín                                           | 1995 | K   | 744  | Archäologische Stätte der San-Agustín-Kultur in der Nähe der Stadt San Agustín |
| Naturreservat Malpelo                                               | Naturreservat Malpelo (Lage)                                               | 2006 | N   | 1216 | Insel im östlichen Pazifik etwa 250 km vor der Küste Kolumbiens |
| Kaffee-Kulturlandschaft                                             | Kaffee-Kulturlandschaft                                                    | 2011 | K   | 1121 | Kaffeeanbaugebiete in den westlichen und zentralen Kordilleren |
| Qhapaq Ñan, Anden-Straßensystem                                     | Qhapaq Ñan, Anden-Straßensystem                                            | 2014 | K   | 1459 | Die Anden-Hauptstraße Qhapaq Ñan war Teil des Inka-Straßensystems in Südamerika. Sie war die Hauptverbindung in Nord-Süd-Richtung und erstreckte sich über mehr als 6000 Kilometer. (grenzübergreifend mit Ecuador, Chile, Peru, Bolivien und Argentinien, umfasst in Kolumbien 9 Einzelstätten) |
| Chiribiquete Nationalpark – “Das Maloca des Jaguars”                | Chiribiquete Nationalpark – “Das Maloca des Jaguars”                       | 2018 | K/N | 1174 | |

## Tentativliste
In der Tentativliste sind die Stätten eingetragen, die für eine Nominierung zur Aufnahme in die Welterbeliste vorgesehen sind.

### Aktuelle Welterbekandidaten
Mit Stand 2024 sind 13 Stätten in der Tentativliste von Kolumbien eingetragen, die letzte Eintragung erfolgte im Januar 2024. Die folgende Tabelle listet die Stätten in chronologischer Reihenfolge nach dem Jahr ihrer Aufnahme in die Tentativliste.
| Bild | Bezeichnung                                                                                                 | Jahr | Typ | Ref. | Beschreibung |
| --- | --- | ---- | --- | ---- | --- |
| Präkolumbianisches hydraulisches System des Río San Jorge                                                   | Präkolumbianisches hydraulisches System des Río San Jorge                                                   | 2012 | K   | 5764 | 2012 wurde eine überarbeitete Fassung des Eintrags von 1993 mit ausführlicherer Beschreibung und zusätzlichem Aufnahmekriterium auf die Tentativliste gesetzt.                                                                                        |
| Meeresschutzgebiet Seaflower                                                                                | Meeresschutzgebiet Seaflower                                                                                | 2007 | N   | 5166 | Seaflower ist ein etwa 60.000 km² großes Meeresschutzgebiet in dem zu Kolumbien gehörenden Archipel San Andrés und Providencia vor der Küste von Nicaragua und Bestandteil des den gesamten Archipel umfassenden Biosphärenreservats Seaflower.       |
| | Canal del Dique                                                                                             | 2012 | K   | 5756 | |
| Universitätsstadt von Bogotá                                                                                | Universitätsstadt von Bogotá (Lage)                                                                         | 2012 | K   | 5759 | Auf dem 120 ha große Campusgelände wurde ab 1936 im Wesentlichen innerhalb eines Jahrzehnts die Universitätsstadt als neues Stadtviertel von Bogotá errichtet.                                                                                        |
| Nationalparks Sierra Nevada de Santa Marta und Tayrona mit ihren archäologischen Stätten                    | Nationalparks Sierra Nevada de Santa Marta und Tayrona mit ihren archäologischen Stätten                    | 2012 | K/N | 5765 | umfasst den Parque Nacional Sierra Nevada de Santa Marta und den Parque Nacional Natural Tayrona mit den darin gelegenen archäologischen Fundplätzen                                                                                                  |
| Tempel der Katholischen Lehre                                                                               | Tempel der Katholischen Lehre                                                                               | 2012 | K   | 5767 | umfasst die sieben Kirchen San Miguel de Avirama, San Antonio de Chinas, San Andrés de Pisimbalá, Santa Rosa de Lima o Capisisco, Santa Rosa de Suin, San Pedro Apóstol de Togoima und San Roque de Yaquivá in den Gemeinden Páez-Belalcázar und Inzá |
| Infrastruktur der United Fruit Company                                                                      | Infrastruktur der United Fruit Company                                                                      | 2012 | K   | 5770 | |
| Der Süden der Provinz Ricaurte                                                                              | Der Süden der Provinz Ricaurte                                                                              | 2012 | K/N | 5771 | Beinhaltet die ehemalige Nominierung Kulturlandschaft von Villa de Leyva von 2001. |
| (weitere Bilder)                                                                                            | Puente de Occidente (Lage)                                                                                  | 2012 | K   | 5772 | Einspurige Straßenbrücke zwischen Olaya und Santa Fe de Antioquia, östlich und westlich des Cauca-Flusses. |
| Kulturlandschaft der volkstümlichen Pfahlbauten von Ciénaga Grande de Santa Marta und Medio Atrato          | Kulturlandschaft der volkstümlichen Pfahlbauten von Ciénaga Grande de Santa Marta und Medio Atrato          | 2013 | K   | 5842 | Pfahlbauten an der Lagune von Ciénaga Grande de Santa Marta und in der Gemeinde Medio Atrato |
| Das architektonische Erbe von Rogelio Salmona: ein ethisches, politisches, soziales und poetisches Manifest | Das architektonische Erbe von Rogelio Salmona: ein ethisches, politisches, soziales und poetisches Manifest | 2022 | K   | 6600 | Vorschlag beinhaltet sieben Gebäude, u. a. die Virgilio-Barco-Bibliothek in Bogotá (war bereits Vorschlag seit 2012) |
| Paläontologische Stätte des Mittleren Devons in Floresta, Boyacá                                            | Paläontologische Stätte des Mittleren Devons in Floresta, Boyacá                                            | 2024 | N   | 6705 | Vorschlag beinhaltet vier Fundstätten. |
| | Die La Venta Konzentrat-Lagerstätte: ein Neotropisches feuchtes Waldbiom aus dem Mittleren Miozen           | 2024 | N   | 6706 | Fundstätte u. a. des Aotus dindensis |

### Ehemalige Welterbekandidaten
Diese Stätten standen früher auf der Tentativliste, wurden jedoch wieder zurückgezogen oder von der UNESCO abgelehnt. Stätten, die in anderen Einträgen auf der Tentativliste enthalten oder Bestandteile von Welterbestätten sind, werden hier nicht berücksichtigt.
| Bild | Bezeichnung | Jahr      | Typ | Ref. | Beschreibung |
| --- | --- | --------- | --- | ---- | --- |
| Parque Nacional Natural El Tuparro                                                                               | Parque Nacional Natural El Tuparro (Lage)                                                                        | 1988–1996 | N   |      | |
| Parque Nacional Natural Utría                                                                                    | Parque Nacional Natural Utría (Lage)                                                                             | 1988–1996 | N   |      | |
| Historisches Zentrum von Popayán                                                                                 | Historisches Zentrum von Popayán                                                                                 | 1989–1989 | K   |      | |
| (weitere Bilder)                                                                                                 | Buritaca 200 - Ciudad Perdida - Sierra Nevada de Santa Marta (Lage)                                              | 1993–2022 | K   | 147  | Buritaca 200 ist die archäologische Bezeichnung für Ciudad Perdida, die Ruinenstadt einer indigenen Siedlung aus dem 9. bis 16. Jahrhundert am Río Buritaca in der Sierra Nevada de Santa Marta. Buritica ist vermutlich in dem 2012 eingereichten Vorschlag Nationalparks Sierra Nevada de Santa Marta und Tayrona mit ihren archäologischen Stätten (Ref. 5765) enthalten. |
| Historisches Zentrum von Santa Fe de Bogota                                                                      | Historisches Zentrum von Santa Fe de Bogota                                                                      | 1999–2003 | K   |      | nur noch die Universitätsstadt von Bogotá steht seit 2012 auf der Tentativliste |
| Inseln Gorgona und Malpelo, Nationale Küsten- und Ozean Marineparks an der tropischen Pazifikküste von Kolumbien | Inseln Gorgona und Malpelo, Nationale Küsten- und Ozean Marineparks an der tropischen Pazifikküste von Kolumbien | 2005–2006 | N   |      | Nur Malpelo wurde 2006 in das Welterbe aufgenommen, Gorgona (Kolumbien) nicht. |
| Kulturlandschaft Unteres Chicamocha-Tal                                                                          | Kulturlandschaft Unteres Chicamocha-Tal                                                                          | 2012–2022 | K/N | 5757 | |
| Catedral de Sal                                                                                                  | Kulturlandschaft der Salzstädte                                                                                  | 2012–2022 | K   | 5761 | Seit etwa 2000 Jahren wird in der Kulturlandschaft um die Städte Nemocón, Tausa und Zipaquirá mit der Catedral de Sal Salz abgebaut. |
| (weitere Bilder)                                                                                                 | Tatacoa-Wüste (Lage)                                                                                             | 2012–2022 | K/N | 5766 | |